# 多毛椴
多毛椴（学名：Tilia intonsa）是锦葵科椴树属的植物，为中国的特有植物。分布在中国大陆的云南、四川等地，生长于海拔2,300米至3,800米的地区，一般生于山谷常绿阔叶林中，目前已由人工引种栽培。